# Dekra Open Stuttgart
O Dekra Open Stuttgart é uma antiga corrida de ciclismo por etapas alemã disputada em torno de Stuttgart, no land de Baden-Württemberg.
Criada em 1988, chamou-se primeiramente Schwanenbrau Cup. Não-disputada em 1991, depois tomou o nome de Hofbrau Cup de 1992 a 1997. A prova é anulada novamente em 1998 e está baptizada Dekra Open Stuttgart em 1999 e 2000. Já não tem estado organizada desde então.

## Palmarés
| Ano  | Vencedor         | Segundo             | Terceiro         |
| 1988 | Bruno Cenghialta | Ronny Vlassaks      | Andreas Kappes   |
| 1989 | Andrew Hampsten  | Luc Roosen          | Michel Dernies   |
| 1990 | Stefan Joho      | Jürg Bruggmann      | Rolf Jaermann    |
| 1991 | Não-disputado    |                     |                  |
| 1992 | Alberto Elli     | Peter Meinert       | Rolf Sørensen    |
| 1993 | Davide Rebellin  | Bo Hamburger        | Felice Puttini   |
| 1994 | Rolf Aldag       | Andrea Peron        | Marco Serpellini |
| 1995 | Gianni Faresin   | Stefano Della Santa | Jan Ullrich      |
| 1996 | Dimitri Konyshev | Giampaolo Mondini   | Johan Bruyneel   |
| 1997 | Fabio Roscioli   | Juris Silovs        | Andreas Kappes   |
| 1998 | Anulado          |                     |                  |
| 1999 | Dario Frigo      | Holger Sievers      | Fausto Dotti     |
| 2000 | Nicola Loda      | Andreas Kappes      | Søren Petersen   |